# Xestoleptura cockerelli
Xestoleptura cockerelli är en skalbaggsart som först beskrevs av Henry Clinton Fall 1907.  Xestoleptura cockerelli ingår i släktet Xestoleptura och familjen långhorningar. Inga underarter finns listade i Catalogue of Life.